# یان زیمرمن (مدیر فوتبال)
یان زیمرمن (انگلیسی: Jan Zimmermann؛ زادهٔ ۵ اکتبر ۱۹۷۹) بازیکن فوتبال اهل آلمان است.
از باشگاه‌هایی که در آن بازی کرده‌است می‌توان به باشگاه فوتبال آینتراخت برانشوایگ اشاره کرد.